# Eupithecia karapinensis
Eupithecia karapinensis là một loài bướm đêm trong họ Geometridae.